# Луна-7
«Луна-7» — советская автоматическая межпланетная станция (АМС) для изучения Луны и космического пространства. Станция была запущена по программе Е-6 целью которой ставилась мягкая посадка на поверхность Луны.
4 октября 1965 года осуществлён пуск ракеты-носителя «Молния», которая вывела на траекторию полёта к Луне АМС «Луна-7». Станция выведена на опорную орбиту вокруг Земли с параметрами: наклонение орбиты — 64,75°; период обращения — 88.62 мин.; минимальное расстояние от поверхности Земли (в перигее) — 129 км; максимальное расстояние от поверхности Земли (в апогее) — 286 км. Затем был дан старт в сторону Луны.
7 октября 1965 года станция «Луна-7» достигла поверхности Луны. Попытка совершения мягкой посадки на лунную поверхность не удалась, так как были неверно заданы углы датчика задающего направление на Землю и станция потеряла это направление, что блокировало включение двигателя на торможение. «Луна-7» не смогла погасить скорость и врезалась в грунт.